# Mertloch
Mertloch là một đô thị ở huyện Mayen-Koblenz bang Rheinland-Pfalz, phía tây nước Đức. Đô thị Mertloch có diện tích 10,28 km².